# Паутинник
Паути́нник (лат. Cortinarius) — род грибов семейства паутинниковых (лат. Cortinariaceae) порядка агариковых. Многие паутинники имеют народное название приболо́тник, «приболотником белым» называют также колпак кольчатый (Rozites caperata), который некоторые систематики относят к роду паутинник.

## Морфология
Плодовые тела различных размеров, шляпконожечные, имеют паутинистые общее и частное покрывала (кортину).
Шляпка от полушаровидной или конической формы до выпуклой или плоской, может быть с выраженным бугорком, сухая или слизистая, с поверхностью гладкой, волокнистой (шелковистой или войлочной), иногда чешуйчатая. Окраска различная: жёлтая или охряная, оранжевая, коричневая, тёмно-красная, бурая или фиолетовая, с возрастом может выцветать.
Мякоть в шляпке мясистая или относительно тонкая, белая или окрашенная: охристая, бурая или жёлтая, реже голубоватая, фиолетовая или оливково-зелёная. На срезе цвет может изменяться.
Гименофор пластиничатый, пластинки приросшие или слабо нисходящие, тонкие, относительно частые, реже толстые, редкие. Окрашены могут быть разнообразно.
Ножка цилиндрическая или булавовидная, часто с клубневидным утолщением в основании, обычно одного цвета со шляпкой, сухая или слизистая, волокнистая, всегда с остатком покрывала.
Частное покрывало обычно сохраняется у зрелых плодовых тел в виде паутинистого кольца в верхней части ножки и паутинок по краю шляпки. Общее покрывало обычно можно заметить только у молодых плодовых тел, у зрелых оно редко остаётся в виде паутинистого налёта.
Споровый порошок охристых и бурых оттенков.
Микоризные грибы, встречаются в хвойных и лиственных лесах.

## Классификация и представители
На основании макроскопических, микроскопических и химических признаков род делят на 4—7 таксонов, которые ранее рассматривали как подроды или секции, в новых системах подроды делят на большое число секций.
В 1821 году Э. Фрис разделил род на 6 подродов: Myxacium, Phlegmacium, Inoloma (= Cortinarius sensu stricto), Dermocybe, Telamonia и Hydrocybe. Мозер в 1955 г., взяв за основу систему Фриса, выделил 5 самостоятельных родов, но он же (совместно с Зингером) в 1962 г. снова понизил их ранг до подродов, с изменениями в их составе [Л. Н. Васильева, см. список лит.] Эта классификация принята и в новых системах, но отнесение видов к подродам может значительно варьировать у разных авторов.
Cortinarius — один из крупнейших родов порядка Агариковых. Разные авторы указывают разное число видов в роде, обычно до 700, согласно же наиболее полному изданию — «Словарю грибов», число видов превышает 2000.
Подроды (по Нездойминого (1996), соответствует системе Мозера — Зингера (1962)):
- Phlegmacium (Fr.) Fr.
- Sericeocybe P.D.Orton
- Myxacium (Fr.) Loud.
- Telamonia (Fr.) Loud.
- Leprocybe Mos.
- Cortinarius
- Dermocybe (Fr.) Sacc.

Некоторые виды:
| | Cortinarius alboviolaceus     | Паутинник бело-фиолетовый                                          |                        |  |                          |
| | Cortinarius balteatocumatilis | Паутинник голубовато-опоясанный                                    |                        |  |                          |
| | Cortinarius anomalus          | Паутинник ненормальный                                             |                        |  |                          |
| | Cortinarius anserinus         | Паутинник гусиный                                                  |                        |  |                          |
| | Cortinarius armillatus        | Паутинник браслетчатый                                             |                        |  |                          |
| | Cortinarius auroturbinatus    | Паутинник прекрасный косолапый                                     |                        |  |                          |
| | Cortinarius bolaris           | Паутинник ленивый, или красночешуйчатый, или паутинник-увалень     |                        |  |                          |
| | Cortinarius camphoratus       | Паутинник камфорный                                                |                        |  |                          |
| | Cortinarius cinnamomeus       | Паутинник коричный                                                 |                        |  |                          |
| | Cortinarius collinitus        | Паутинник голубоствольный                                          |                        |  |                          |
| | Cortinarius cotoneus          | Паутинник ватный                                                   |                        |  |                          |
| | Cortinarius crassus           | Паутинник толсто-мясистый                                          |                        |  |                          |
| | Cortinarius cumatilis         | Паутинник водянисто-голубой, или серо-голубой                      |                        |  |                          |
| | Cortinarius elegantior        | Паутинник элегантный                                               |                        |  |                          |
| | Cortinarius elegantissimus    | Паутинник элегантнейший                                            |                        |  |                          |
| | Cortinarius evernius          | Паутинник блистательный                                            |                        |  |                          |
| | Cortinarius herculeus         | Паутинник геркулесов                                               |                        |  |                          |
| | Cortinarius largus            | Паутинник большой, или обильный                                    |                        |  |                          |
| | Cortinarius limonius          | Паутинник львино-жёлтый                                            |                        |  |                          |
| | Cortinarius mucosus           | Паутинник слизистый                                                |                        |  |                          |
| | Cortinarius multiformis       | Паутинник многообразный                                            |                        |  |                          |
| | Cortinarius odorifer          | Паутинник анисовый                                                 |                        |  |                          |
| | Cortinarius orellanus         | Паутинник горный, или плюшевый, или оранжево-красный, или ядовитый |                        |  |                          |
| | Cortinarius paleaceus         | Паутинник плёнчатый                                                |                        |  |                          |
| | Cortinarius phoeniceus        | Паутинник пурпурный                                                |                        |  |                          |
| | Cortinarius pholideus         | Паутинник чешуйчатый                                               |                        |  |                          |
| | Cortinarius praestans         | Паутинник превосходный                                             |                        |  |                          |
| | Cortinarius purpurascens      | Паутинник багряный, или красноватый                                |                        |  |                          |
| | Cortinarius rufoolivaceus     | Паутинник рыже-оливковый                                           |                        |  |                          |
| | Cortinarius sanguineus        | Паутинник кроваво-красный                                          |                        |  |                          |
| | Cortinarius semisanguineus    | Паутинник полукроваво-красный                                      |                        |  |                          |
| | Cortinarius sodagnitis        | Паутинник узнаваемый                                               |                        |  |                          |
| | Cortinarius speciosissimus    | Паутинник красивейший                                              |                        |  |                          |
| | Cortinarius splendens         | Паутинник блестящий                                                |                        |  |                          |
| | Cortinarius terpsichores      | Паутинник Терпсихоры                                               |                        |  |                          |
| | Cortinarius torvus            | Паутинник мрачный                                                  |                        |  |                          |
| | Cortinarius traganus          | Паутинник козлиный, или лиловый толстоногий                        |                        |  |                          |
| | Cortinarius triumphans        | Паутинник триумфальный                                             |                        |  |                          |
| | Cortinarius trivialis         | Паутинник обыкновенный                                             |                        |  |                          |
| | Cortinarius variecolor        | Паутинник разноцветный                                             |                        |  |                          |
| | Cortinarius varius            | Паутинник изменчивый, или кирпично-жёлтый                          |                        |  |                          |
| | Cortinarius violaceus         | Паутинник фиолетовый                                               |                        |  |                          |
| \| \| отличный съедобный гриб \| \| хороший съедобный гриб \| \| условно-съедобный гриб \| \| \| несъедобный нетоксичный гриб \| \| токсичный гриб \| \| смертельно ядовитый гриб \| |                               |                                                                    |                        |  |                          |
| | отличный съедобный гриб       |                                                                    | хороший съедобный гриб |  | условно-съедобный гриб   |
| | несъедобный нетоксичный гриб  |                                                                    | токсичный гриб         |  | смертельно ядовитый гриб |

## Практическое значение
Большинство паутинников — несъедобные и ядовитые грибы, особенно представители секции Dermocybe, к которой относятся несколько смертельно опасных видов, содержащих токсины замедленного действия. Симптомы отравления этими грибами могут проявиться через 7—15 дней после их употребления, когда лечение обычно оказывается уже нерезультативным.
Немногие виды описываются как съедобные, но большинство из них не считаются ценными и не рекомендуются для сбора из-за большой опасности спутать с ядовитыми паутинниками. Высококачественными пищевыми грибами считаются паутинник водянисто-голубой и паутинник превосходный, последний в некоторых странах ценится наравне с белым грибом. Однако и эти виды рекомендуют собирать только наиболее опытным грибникам.